# Özlem Uslu
Özlem Uslu (* 11. März 2004) ist eine türkische Tennisspielerin.

## Karriere
Uslu spielt bislang ausschließlich auf der ITF Women’s World Tennis Tour, wo sie aber noch keinen Titel gewinnen konnte. Sie zählt bereits zu den zehn topplatzierten Tennisspielerinnen ihres Landes in der Weltrangliste und gewann bisher 10 Titel auf der ITF Juniors Tour.
2019 gewann sie den Titel im Einzel des Junior Soul Cup, der von der International Tennis Federation (ITF) organisiert wurde.
2020 erreichte sie das Finale des J3 in Istanbul.

## College Tennis
Ab Herbst 2022 wird sie das Team der Red Raiders der Texas Tech University unterstützen.